# 하츠네 미쿠 VR 퓨처 라이브
《하츠네 미쿠 VR 퓨처 라이브》(初音ミク VRフューチャーライブ 하츠네 미쿠 브이아루 퓨차라이브[*], HATSUNE MIKU VR Future Live with Project DIVA)는 세가 게임즈에서 2016년 10월 13일에 플레이스테이션 스토어에서 출시된 플레이스테이션 4용 게임이며, 플레이스테이션 VR 전용이다.

## 개요
플레이스테이션 4용의 가상현실(VR) 시스템인 플레이스테이션 VR의 론치 타이틀로 발표됐다. 하츠네 미쿠의 가상 라이브에 플레이스테이션 VR을 통해서 관객으로 참가하는 VR 시뮬레이터. 플레이어의 반응에 따라서 하츠네 미쿠가 다양한 리액션을 한다.
플레이스테이션 4용의 하츠네 미쿠 게임으로는 2016년 6월 23일의 《하츠네 미쿠 Project DIVA Future Tone》, 같은 해 8월 25일의 《하츠네 미쿠 -Project DIVA- X HD》에 이어서 세 번째가 된다.

## SEGA feat. HATSUNE MIKU Project: VR Tech DEMO
《SEGA feat. HATSUNE MIKU Project: VR Tech DEMO》(세가 피처링 하츠네 미쿠 프로젝트: 비알 테크데모)는 본작의 기반이 된 VR 데모.
2015년 6월 16일부터 18일에 로스앤젤레스에서 개최된 E3 2015에서 첫 공개. 그 후, 2015년 9월 4일부터 6일에 과학기술관에서 개최된 매지컬 미라이 2015, 마쿠하리 멧세에서 2015년 9월 17일부터 9월 20일에 개최된 도쿄 게임 쇼2015에도 출전됐다。
모션 컨트롤러인 플레이스테이션 무브를 야광봉처럼 흔드는 것으로 하츠네 미쿠가 다양한 반응을 한다.